# Thagria checksettsi
Thagria checksettsi är en insektsart som beskrevs av Nielson 1992. Thagria checksettsi ingår i släktet Thagria och familjen dvärgstritar. Inga underarter finns listade i Catalogue of Life.